# Campeonato Capixaba de Futebol de 1992
O Campeonato Capixaba de Futebol de 1992 foi a 76ª edição do campeonato de futebol do estado do Espírito Santo. A competição foi organizada pela Federação de Futebol do Estado do Espírito Santo. O campeão foi o Desportiva Ferroviária e o vice-campeão foi o Comercial de Muqui.
Com o título, o clube garantiu vaga na Copa do Brasil de 1993.
A Desportiva contava com dois grandes jogadores, Washington do "Casal 20" com Assis no Fluminense e Andrade ídolo no Flamengo.